# Limnoria magadanensis
Limnoria magadanensis is een pissebed uit de familie Limnoriidae. De wetenschappelijke naam van de soort is voor het eerst geldig gepubliceerd in 1961 door Jesakova.